# Primetime-Emmy-Verleihung 1975
Die 27. Emmy-Verleihung fand am 19. Mai 1975 im Hollywood Palladium in Los Angeles, Kalifornien statt. Die Verleihung fand ohne Moderator statt.
Topshows waren dieses Jahr Mary Tyler Moore und Das Haus am Eaton Place, die die Hauptkategorien gewannen. Mary Tyler Moore gewann auch mit fünf die meisten Awards. M*A*S*H führte mit neun die Nominierungsliste an, bekam aber lediglich einen Award.

## Hauptkategorien

### Dramaserie
(Outstanding Drama Series)
Das Haus am Eaton Place (Upstairs, Downstairs) (PBS)
- Kojak – Einsatz in Manhattan (Kojak) (CBS)
- Police Story – Immer im Einsatz (Police Story) (NBC)
- Die Straßen von San Francisco (The Streets of San Francisco) (ABC)
- Die Waltons (The Waltons) (CBS)

### Comedyserie
(Outstanding Comedy Series)
Oh Mary (The Mary Tyler Moore Show) (CBS)
- All in the Family – Es bleibt in der Familie (All in the Family) (CBS)
- M*A*S*H (M*A*S*H) (CBS)
- Rhoda (Rhoda) (ABC)

### Comedy-Variety- oder Musik-Sendung
(Outstanding Comedy-Variety or Music Series)
The Carol Burnett Show (CBS)
- Cher (CBS)

### Fernsehspecial – Drama oder Comedy
(Outstanding Special - Drama or Comedy)
Anwalt gegen das Gericht (The Law) (NBC)
- Liebe in der Dämmerung (Love Among the Ruins) (ABC)
- The Missiles of October (ABC)
- QB VII (ABC)
- Die Ballkönigin (Queen of the Stardust Ballroom) (CBS)

### Fernsehspecial – Comedy-Varieté oder Musik
(Outstanding Special - Comedy-Variety or Music)
An Evening with John Denver, (ABC)
- Lily (ABC)
- Shirley MacLaine: If They Could See Me Now (CBS)

### Drama/Comedy – Miniserie oder Fernsehfilm
(Outstanding Limited Serie)
Benjamin Franklin (Benjamin Franklin) (CBS)
- Columbo (Columbo) (NBC)
- Ein Sheriff in New York (McCloud) (NBC)

## Hauptdarsteller

### Hauptdarsteller in einem Drama/Dramaserie
(Best Lead Actor in a Drama/Drama Series)
Robert Blake als Tony Baretta in Baretta
- Karl Malden als Detective Lt. Mike Stone in Die Straßen von San Francisco (The Streets of San Francisco)
- Barry Newman als Anthony J. Petrocelli in Petrocelli
- Telly Savalas als Lt. Theo Kojak in Kojak – Einsatz in Manhattan (Kojak)

### Hauptdarsteller in einer Comedy-Serie
(Best Lead Actor in a Comedy Series)
Tony Randall als Felix Unger in Männerwirtschaft (The Odd Couple)
- Alan Alda als Captain Benjamin Franklin Pierce in M*A*S*H (M*A*S*H)
- Jack Albertson als Ed Brown in Die Zwei von der Tankstelle (Chico and the Man)
- Jack Klugman als Oscar Madison in Männerwirtschaft (The Odd Couple)
- Carroll O’Connor als Archie Bunker in All in the Family – Es bleibt in der Familie (All in the Family)

### Hauptdarsteller in einem Fernsehspecial – Drama oder Comedy
(Outstanding Lead Actor in a Special Program – Drama or Comedy)
Laurence Olivier als Sir Arthur Glanville-Jones in Liebe in der Dämmerung (Love Among the Ruins)
- Richard Chamberlain als Edmond Dantès in Der Graf von Monte Christo (The Count of Monte-Cristo)
- Charles Durning als Al Green in Die Ballkönigin (Queen of the Stardust Ballroom)
- William Devane als John F. Kennedy in The Missiles of October
- Henry Fonda als Clarence Darrow in Clarence Darrow

### Hauptdarsteller in einer limitierten Serie
(Best Lead Actor in a Limited Series)
Peter Falk als Lt. Columbo in Columbo (Columbo)
- Dennis Weaver als Sam McCloud in Ein Sheriff in New York (McCloud)

### Hauptdarstellerin in einem Drama/Dramaserie
(Best Lead Actress in a Drama/Drama Series)
Jean Marsh als Rose in Das Haus am Eaton Place (Upstairs, Downstairs)
- Angie Dickinson als Sgt. Suzanne 'Pepper' Andersom in Make-up und Pistolen (Police Woman)
- Michael Learned als Olivia Walton in Die Waltons (The Waltons)

### Hauptdarstellerin in einer Comedy-Serie
(Best Lead Actress in a Comedy Series)
Valerie Harper als Rhoda Morgenstern in Rhoda
- Mary Tyler Moore als Mary Richards in Oh Mary (The Mary Tyler Moore Show)
- Jean Stapleton als Edith Bunker in All in the Family – Es bleibt in der Familie (All in the Family)

### Hauptdarstellerin in einem Fernsehspecial – Drama oder Comedy
(Outstanding Lead Actress in a Special Program – Drama or Comedy)
Katharine Hepburn als Jessica Medlicot in Liebe in der Dämmerung (Love Among the Ruins)
- Jill Clayburgh als Wanda in Unterm Strich (Hustling)
- Elizabeth Montgomery als Lizzie Borden in Lizzie Bordens blutiges Geheimnis (The Legend of Lizzie Borden)
- Diana Rigg als Philippa in In This House of Brede
- Maureen Stapleton als Bea Asher in Die Ballkönigin (Queen of the Stardust Ballroom)

### Hauptdarstellerin in einer limitierten Serie
(Best Lead Actress in a Limited Series)
Jessica Walter als Amy Prentiss in Amy Prentiss
- Susan Saint James als Sally McMillan in McMillan & Wife

## Nebendarsteller

### Nebendarsteller in einem Drama
(Best Supporting Actor in Drama)
Will Geer als Großvater in Die Waltons (The Waltons)
- J.D. Cannon als Peter B. Clifford in Ein Sheriff in New York (McCloud)
- Michael Douglas als Inspector Steve Keller in Die Straßen von San Francisco (The Streets of San Francisco)

### Nebendarsteller in einer Comedy
(Best Supporting Actor in Comedy)
* Ed Asner als Lou Grant in Oh Mary (The Mary Tyler Moore Show)
- Gary Burghoff als Corporal Walter Eugene O’Reilly in M*A*S*H (M*A*S*H)
- Rob Reiner als Michael 'Meathead' Stivic in All in the Family – Es bleibt in der Familie (All in the Family)
- Ted Knight als Ted Baxter in Oh Mary (The Mary Tyler Moore Show)
- McLean Stevenson als Lt. Colonel Henry Blake in M*A*S*H (M*A*S*H)

### Nebendarstellerin in einem Drama
(Best Supporting Actress in Drama)
Ellen Corby als Esther Walton in Die Waltons (The Waltons)
- Angela Baddeley als Mrs. Bridges in Das Haus am Eaton Place (Upstairs, Downstairs) (PBS)
- Nancy Walker als Mildred in McMillan & Wife

### Nebendarstellerin in einer Comedy
(Best Supporting Actress in Comedy)
Betty Whiten als Sue Ann Nivens in Oh Mary (The Mary Tyler Moore Show)
- Julie Kavner als Brenda Morgenstern in Rhoda
- Loretta Swit als Major Margaret Houlihan in M*A*S*H (M*A*S*H)
- Nancy Walker als Ida Morgenstern in Rhoda

### Nebendarsteller in einem Comedy- oder Drama-Special
(Outstanding Single Performance by a Supporting Actor in a Comedy or Drama Special)
Anthony Quayle als Tom Banniester in QB VII
- Ralph Bellamy als Adlai Stevenson in The Missiles of October
- Jack Hawkins als Justice Gilroy in QB VII
- Trevor Howard als Abbe Faria in Der Graf von Monte Christo (The Count of Monte-Cristo)

### Nebendarstellerin in einem Comedy- oder Drama-Special
(Outstanding Single Performance by a Supporting Actress in a Comedy or Drama Special)
Juliet Mills als Samantha Cady in QB VII
- Eileen Heckart als Hermans Mutter in Wedding Band, (ABC)
- Charlotte Rae als Helen in Die Ballkönigin (Queen of the Stardust Ballroom)
- Lee Remick als Lady Margaret in QB VII

### Männlicher Gastauftritt in einer Comedy- oder Dramaserie
(Outstanding Single Performance by a Supporting Actor in a Comedy or Drama Series)
Patrick McGoohan as Col. Lyle C. Rumford in Columbo, Folge: Des Teufels Corporal
- Lew Ayres als Beaumont in Kung Fu, Folge: The Vanishing Image
- Harold Gould als Andrea Basic in Police Story – Immer im Einsatz (Police Story), Folge: Fathers and Sons
- Harry Morgan als Bartford Hamilton Steele in M*A*S*H, Folge: The General Flipped at Dawn

### Weiblicher Gastauftritt in einer Comedy- oder Dramaserie
(Outstanding Single Performance by a Supporting Actress in a Comedy or Drama Series)
Zohra Lampert als Marina Sheldon in Kojak – Einsatz in Manhattan (Kojak), Folge: Queen of the Gypsies
- Cloris Leachman als Phyllis Lindstrom in Oh Mary (The Mary Tyler Moore Show), Folge: Phyllis Whips Inflation
- Shelley Winters als Thelma in Ein Sheriff in New York (McCloud), Folge: The Barefoot Girls of Bleecker Street

## Regie

### Regie bei einer Dramen-Einzelfolge einer Serie
(Outstanding Directing in a Drama Series)
Bill Bain für Das Haus am Eaton Place (Upstairs, Downstairs), Folge: A Sudden Storm
- Harry Falk für Die Straßen von San Francisco (The Streets of San Francisco), Folge: The Mask of Death
- David Friedkin für Kojak – Einsatz in Manhattan (Kojak), Folge: Cross Your Heart and Hope to Die
- Glenn Jordan für Benjamin Franklin, Folge: The Ambassador
- Telly Savalas für Kojak – Einsatz in Manhattan (Kojak), Folge: I Want to Report a Dream...

### Regie bei einer Comedyserie
(Best Directing in Comedy Series)
 Gene Reynolds für M*A*S*H (Folge: O.R.)
- Alan Alda für M*A*S*H, Folge: Bulletin Board
- Hy Averbeck für M*A*S*H, Folge: Alcoholics Unanimous

### Regie bei einer Comedy-Varieté, Varieté- oder Musikshow
(Best Directing in Comedy-Variety, Variety or Music)
Dave Powers für The Carol Burnett Show
- Art Fisher für Cher

### Regie bei einer Comedy-Varieté, Varieté- oder Musikserie
(Best Directing in Comedy-Variety, Variety or Music)
Bill Davis für An Evening with John Denver
- Dwight Hemion für Ann-Margret Olsson
- Robert Scheerer für Shirley MacLaine: If They Could See Me Now

### Regie bei einer Comedy oder einem Drama
(Outstanding Directing in a Special Program – Drama or Comedy)
George Cukor für Liebe in der Dämmerung (Love Among the Ruins)
- John Badham Anwalt gegen das Gericht (The Law)
- Tom Gries für QB VII
- Sam O’Steen für Die Ballkönigin (Queen of the Stardust Ballroom)
- Anthony Page für The Missiles of October

## Drehbuch

### Drehbuch für eine Dramaserie
(Best Writing in Drama)
Howard Fast für Benjamin Franklin - Folge: The Ambassador
- Robert L. Collins für Police Story - Immer im Einsatz (Police Story), (Folge: Roberry: 48 Hours)
- John Hawkesworth für Das Haus am Eaton Place (Upstairs, Downstairs), Folge: The Bolter
- Loring Mandel für Benjamin Franklin, Folge: The Whirlwind
- Alfred Shaughnessy für Das Haus am Eaton Place (Upstairs, Downstairs), Folge: Miss Forrest

### Drehbuch für eine Comedyserie
(Best Writing in Comedy)
Ed Weinberger & Stan Daniels für Oh Mary (The Mary Tyler Moore Show), Folge: The Lou and Edie Story
- David Lloyd für Oh Mary (The Mary Tyler Moore Show), Folge: The Lou and That Woman
- Carroll Moore, Norman Barasch, David Lloyd, Lorenzo Music, Allan Burns, James L. Brooks, David Davis für Rhoda, Folge: Rhoda’s Wedding

### Drehbuch bei einer Comedy-Varieté, Varieté- oder Musikshow
(Outstanding Writing in a Comedy-Variety or Music Special)
Shirley MacLaine: If They Could See Me Now
- Lily

### Drehbuch bei einer Comedy-Varieté, Varieté- oder Musikserie
(Outstanding Writing in a Comedy-Variety or Music Special)
The Carol Burnett Show
- Cher

### Drehbuch für einen Fernsehfilm (Drama oder Comedy)
(Outstanding Writing in a Special Program – Drama or Comedy – Original Teleplay)
James Costigan Liebe in der Dämmerung (Love Among the Ruins)
- Stanley R. Greenberg für The Missiles of October
- Fay Kanin für Unterm Strich (Hustling)
- Jerome Kass für Die Ballkönigin (Queen of the Stardust Ballroom)
- Joel Oliansky und William Sackheim für Anwalt gegen das Gericht (The Law)

### Adaptiertes Drehbuch für einen Fernsehfilm (Drama oder Comedy)
(Outstanding Writing in a Special Program – Drama or Comedy – Original Teleplay)
David W. Rintels für Clarence Darrow
- Edward Anhalt für QB VII